# エドマンド・デュラック

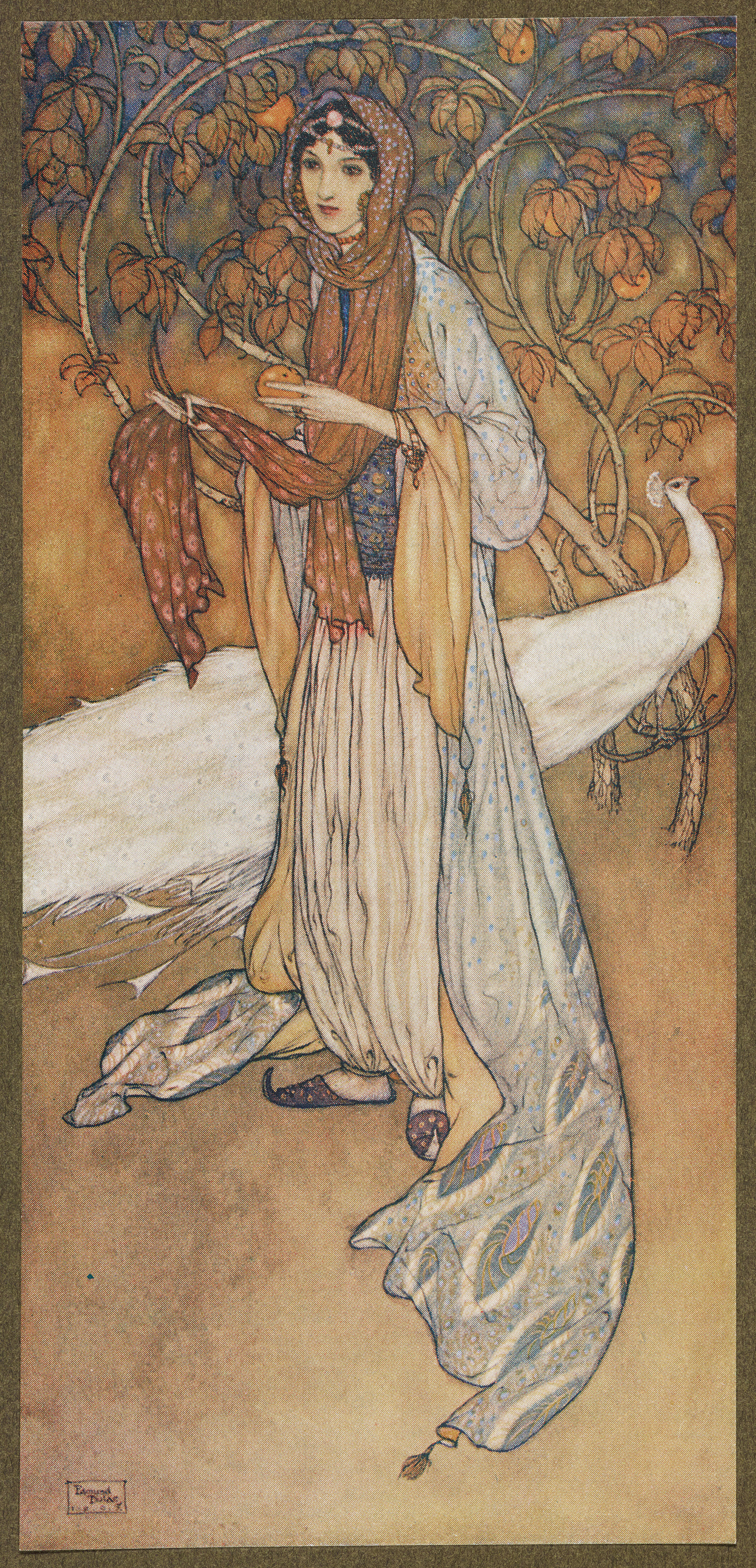
『千夜一夜物語』のシェヘラザード

エドマンド・デュラック（Edmund Dulac、1882年10月22日 - 1953年5月25日）は、フランス出身のイギリスの挿絵画家。いわゆる「挿絵の黄金時代」（20世紀の第1四半期頃）にイギリスで活躍した。本名エドモン・デュラック（Edmond Dulac）。トゥールーズ生まれ。

## 生涯

### 生い立ち
フランス、トゥールーズ生まれ。幼い時より絵画を好み、東洋雑貨の輸入業者である叔父の影響で浮世絵等にも触れ、東洋的な画法をも学んだ。トゥールーズ大学で法学を学ぶが、中退し、エコール・デ・ボザールに通う。この頃より英語のレッスンを受け、後期ラファエル前派のバーン・ジョーンズやモリス、ビアズリーに憧れ、服装から名前まで英国風を好むようになる。1903年には奨学金を得てパリのアカデミー・ジュリアンに通うも、パリやアカデミー・ジュリアンに幻滅し、3週間でトゥールーズに帰郷した。1904年、挿絵の仕事をするためにロンドンに渡り、1912年には英国に帰化、生涯をロンドンで過ごした。

### 挿絵の黄金時代
22歳でJ・M・デント社のブロンテ姉妹全集の挿絵画家に抜擢される。1907年、ハイネマン社に移ったアーサー・ラッカムの後任としてホッダー・アンド・スタウトン社の挿絵画家となる。この頃には年に一冊ほど挿絵本が出版され、レスター画廊で原画が展示された。挿絵を担当した本には『アラビアン・ナイト』（1907年）、『テンペスト』(1908年)、『ルバイヤート』(1909年)、『眠り姫』（1910年）、『アンデルセン童話集』（1911年）、エドガー・アラン・ポーの『鐘 The Bells and other Poems』（1912年）などがある。第一次世界大戦中には『フランス赤十字社のためのエドマンド・デュラックの絵本』（1915年） などを無償で執筆、描画し、本の収益を戦争の義捐金に当てた。

### 第一次世界大戦後から晩年まで
第一次世界大戦後は豪華な挿絵本は稀なものになり、代わりに新聞の風刺漫画、肖像画、舞台衣装、セット・デザイン、蔵書票、チョコレート箱、メダルなど、幅広い分野で活動するようになる。低迷するイギリスの出版界に代わり、1924年からはアメリカの雑誌The American Weeklyの表紙の仕事を受けている。
晩年はイギリスにおける郵便切手や預金通帳のデザインの第一人者となっており、第二次世界大戦中はド・ゴールの依頼により、自由フランス（亡命政府）の紙幣、郵便切手のすべてをデザインした。
第二次世界大戦後、ニューヨークの「限定本クラブ(Limited Editions Club)」の依頼で本を出すが、1953年、心臓発作によりロンドンで急死し、翌年に出版された本が遺作となる。

## 主な文献
- 『神秘なる挿絵画家 エドマンド・デュラック』海野弘解説・監修、マール社、2011年。ISBN 978-4837304401
- 『挿絵画家 エドマンド・デュラックの世界』平松洋監修、 KADOKAWA/中経出版〈ビジュアル選書〉、2014年。ISBN 978-4046009821。
- 『図説「千夜一夜物語」』A・J・ルスコーニ編、エドモン・デュラク挿絵、谷口伊兵衛訳、而立書房、2015年。ISBN 978-4880593876